# سان كيريكو رابارو
سان كيريكو رابارو (بالإيطالية: San Chirico Raparo)‏ هي بلدية في مقاطعة بوتنسا في إقليم بازيليكاتا الإيطالي.

## السكان
في سنة 1861 بلغ عدد السكان 3٬173 نسمة، وتطور العدد ليصل في سنة 2011 لـ 1٬161 نسمة.
يظهر هذا المخطط البياني تطور النمو السكاني لـ سان كيريكو رابارو